# Poudrière
Ne doit pas être confondu avec poudrerie.

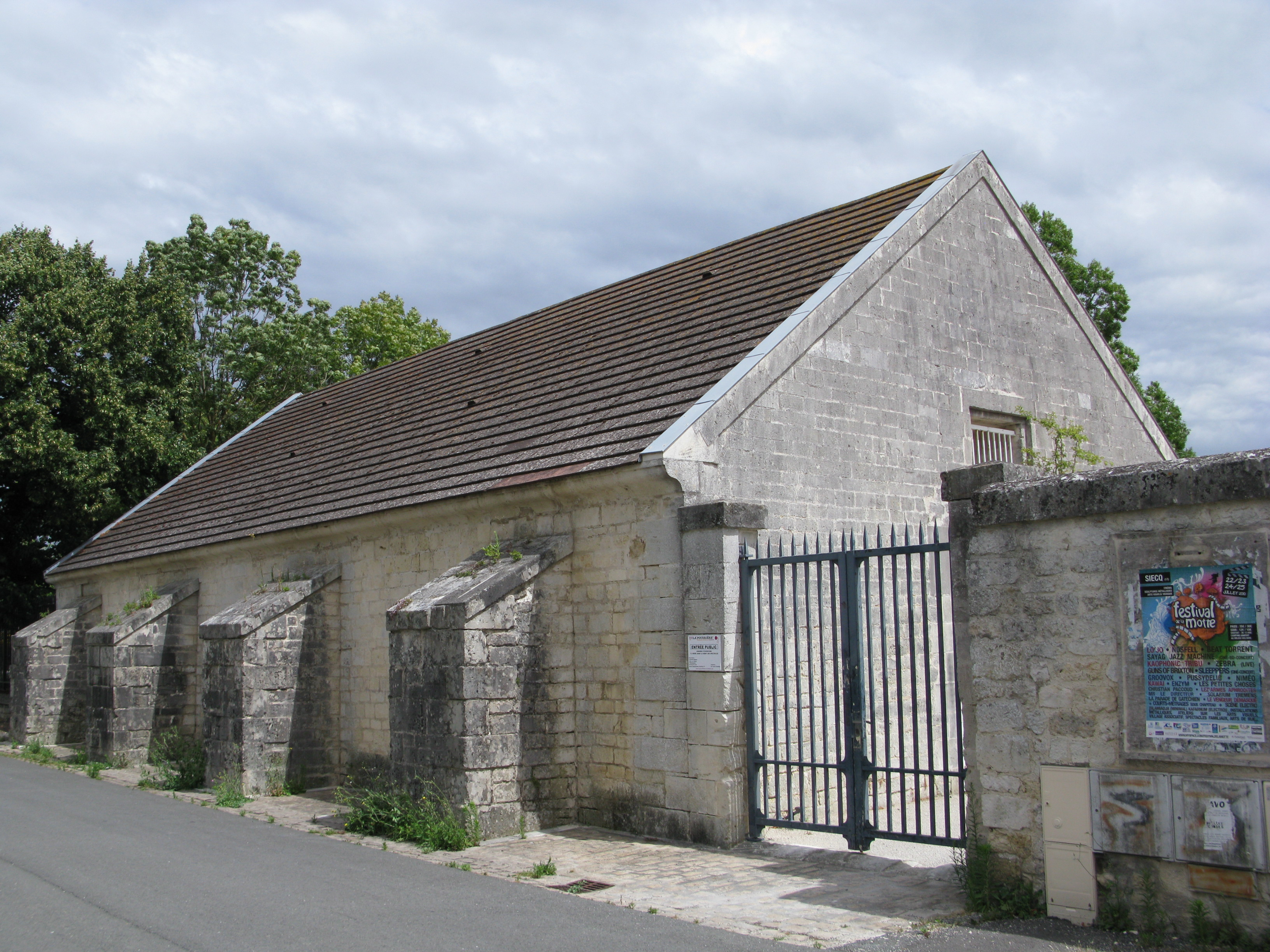
Le magasin à poudre de l'arsenal de Rochefort

Un magasin à poudre, dans le langage militaire ou plus communément une poudrière, est le lieu où l'on stockait de la poudre à canon, puis par extension des munitions ou d'autres types d'explosifs à usage militaire. Au sens figuré, une poudrière est une zone où il suffit d'un simple incident pour qu'un conflit se généralise.

## Risques et dangers
L'histoire des poudrières a été émaillée de nombreux accidents :
- L'explosion de la poudrière de Delft, aux Pays-Bas, alors Provinces-Unies, causant la mort de sans doute plus d'une centaine d'habitants et ayant détruit plusieurs quartiers de la ville (12 octobre 1654)

- L'explosion de la poudrière de l'île du Ramier à Toulouse (1840)[2]
- L'explosion de la Poudrière des 18 ponts à Lille (1916)
- L'explosion de la Poudrière no 4 de la Vallée du Las à Toulon (21 août 1944)

Pour éviter ces risques, les poudrières et magasins à poudre étaient construits selon certaines règles : dimensions restreintes des magasins à poudre, souvent creusés dans le sol, murs de pierre très épais et couverture en voûte, ou couverture en lauses recouvertes de terre. Les murs eux-mêmes sont parfois renforcés extérieurement d’un talus de terre. Les longs couloirs voûtés qui mènent aux magasins peuvent servir en cas d’explosion de « chambre de décompression » qui atténuera théoriquement la puissance de la déflagration. Des meurtrières étroites permettent une ventilation qui permet d’éviter l’excès d’humidité, néfaste aux poudres. Afin d’éviter les étincelles, les parties métalliques ne sont pas en fer, mais en bronze ou en étain et, pour les mêmes raisons, le sol était recouvert d'un plancher en bois pour éviter d'éventuelles étincelles entre la pierre du sol et les clous des sabots des militaires. Enfin, par la suite on préfère construire de petites unités séparées les unes des autres, pour que l’explosion de l’une n’entraîne pas l’explosion des autres. Les murs sont toujours très épais mais les toits sont légers, afin que les effets d’une éventuelle explosion se dirigent vers le haut, et non sur les côtés.